# Year Zero
Year Zero (също известен като Halo 24) е шестият студиен албум на американската индъстриал рок група Nine Inch Nails. Албумът е продуциран от фронтмена на групата Трент Резнър и Атикус Рос.
Year Zero е концептуален албум, критикуващ управлението на правителството на САЩ.

## Списък с песни
Всички изброени песни са написани и изпълнени от Трент Резнър.
1. HYPERPOWER! – 1:42
2. The Beginning of the End – 2:47
3. Survivalism – 4:23
4. The Good Soldier – 3:23
5. Vessel – 4:52
6. Me, I'm Not – 4:51
7. Capital G – 3:50
8. My Violent Heart – 4:13
9. The Warning – 3:38
10. God Given – 3:50
11. Meet Your Master – 4:08
12. The Greater Good – 4:52
13. The Great Destroyer – 3:17
14. Another Version of the Truth – 4:09
15. In This Twilight – 3:33
16. Zero-Sum – 6:14